# Hirsisaari (ö i Birkaland, Tammerfors, lat 61,65, long 23,87)
Hirsisaari är en ö i Finland. Den ligger i sjön Näsijärvi och i kommunen Tammerfors i den ekonomiska regionen Tammerfors och landskapet Birkaland, i den södra delen av landet, 170 km norr om huvudstaden Helsingfors. Öns area är 2 hektar och dess största längd är 310 meter i öst-västlig riktning.